# Brahehus

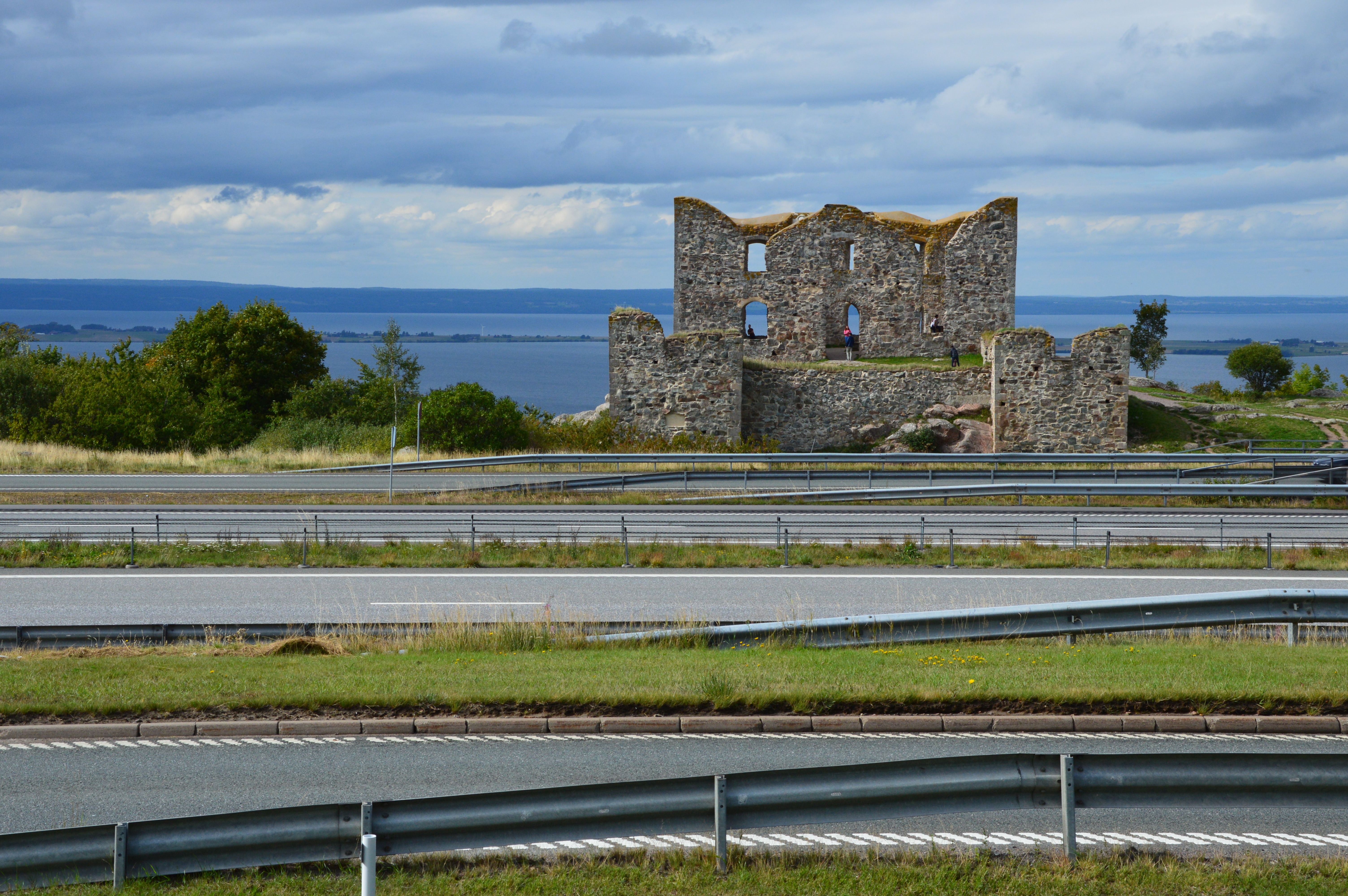
Brahehus

Brahehus ist die Ruine eines Herrenhauses in der schwedischen Gemeinde Jönköping.
Per Brahe der Jüngere ließ das Gebäude ab 1637 für seine Frau Christina errichten, doch es wurde auf Grund von Bauschwierigkeiten erst in der Mitte der 1650er-Jahre fertig. Unter anderem erschwerte die Lage auf einem Hügel den Transport des Baumaterials. Da Christina schon 1650 starb, nutzte man das Gebäude als Unterkunft für die Gäste des Grafen. Das fertige Gebäude bestand aus einem hohen Hauptgebäude auf den Klippen über dem See Vättern sowie aus zwei quadratischen Ecktürmen. Von hier aus hatte man eine hervorragende Aussicht über den See, die Insel Visingsö und den Ort Gränna.
Nach dem Tode Per Brahes wurde die Inneneinrichtung entfernt und kurz darauf ging die gesamte Grafschaft in den Besitz von König Karl XI. über. Im Herbst 1708 brach ein Brand im anliegenden Dorf Uppgränna aus, der auch das Herrenhaus erfasste, welches bis auf den Grund niederbrannte. Heute führt die Autobahn E 4 direkt am Brahehus vorbei.

## Bilder

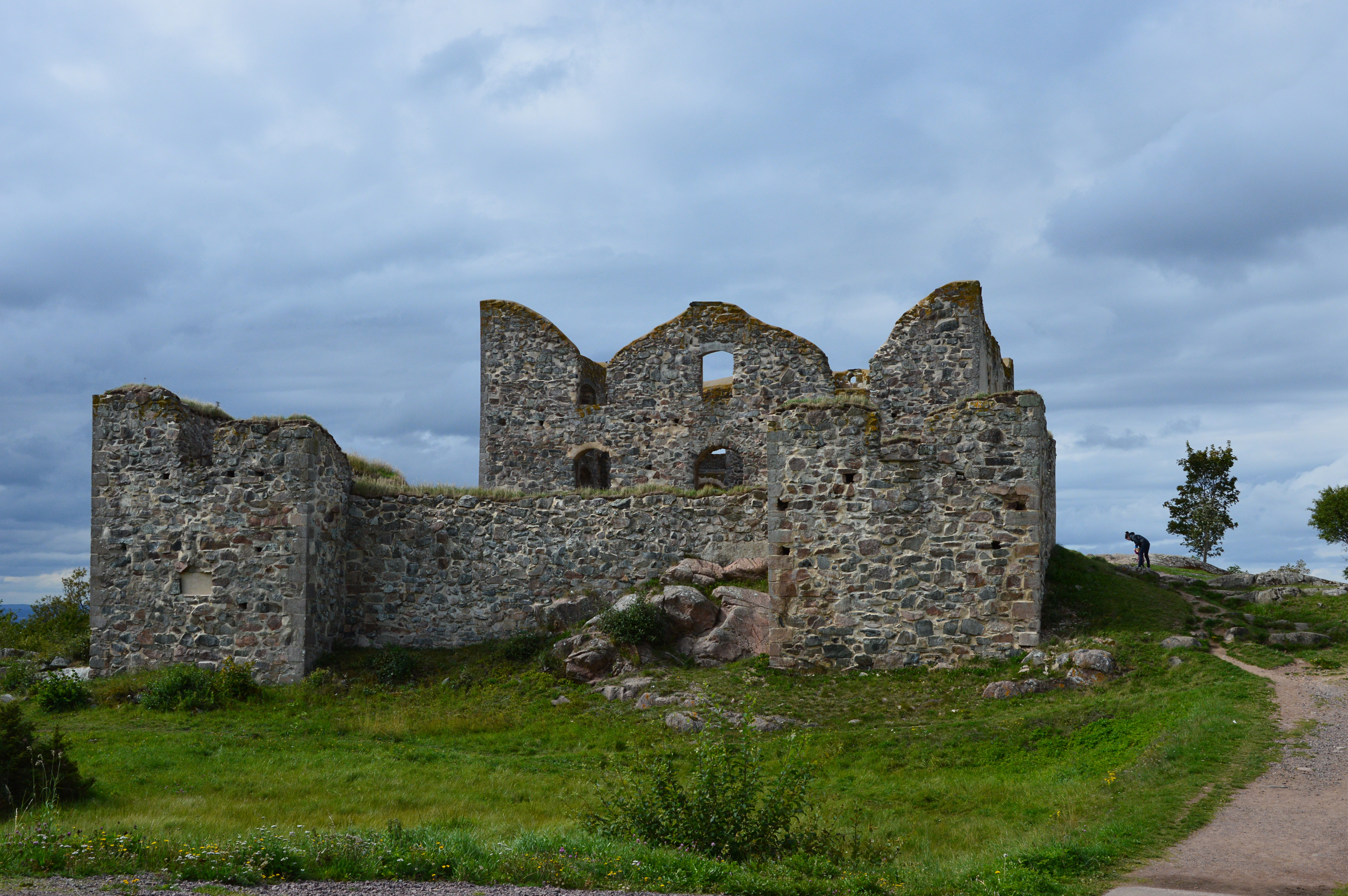
Ostseite
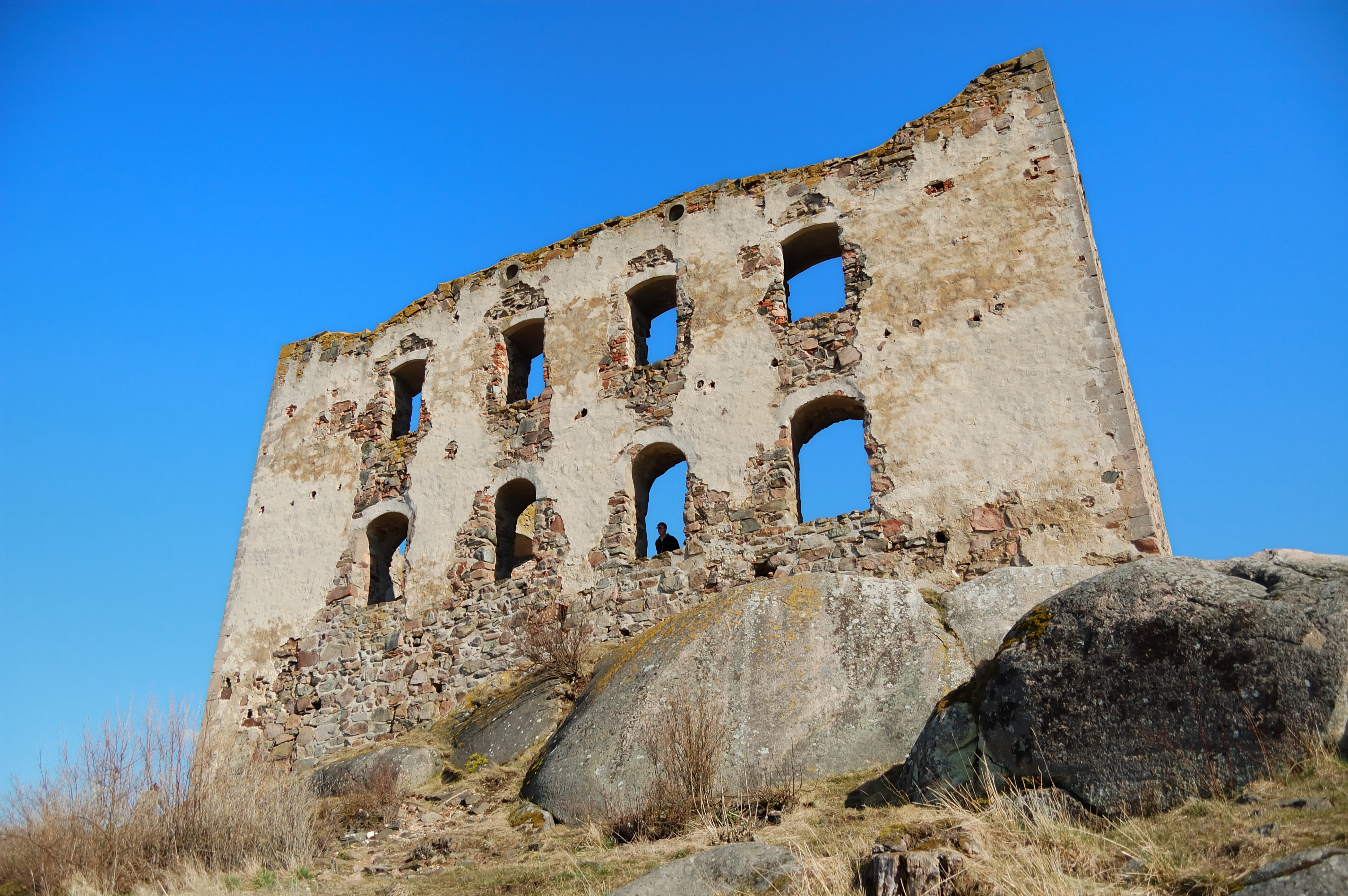
Westseite
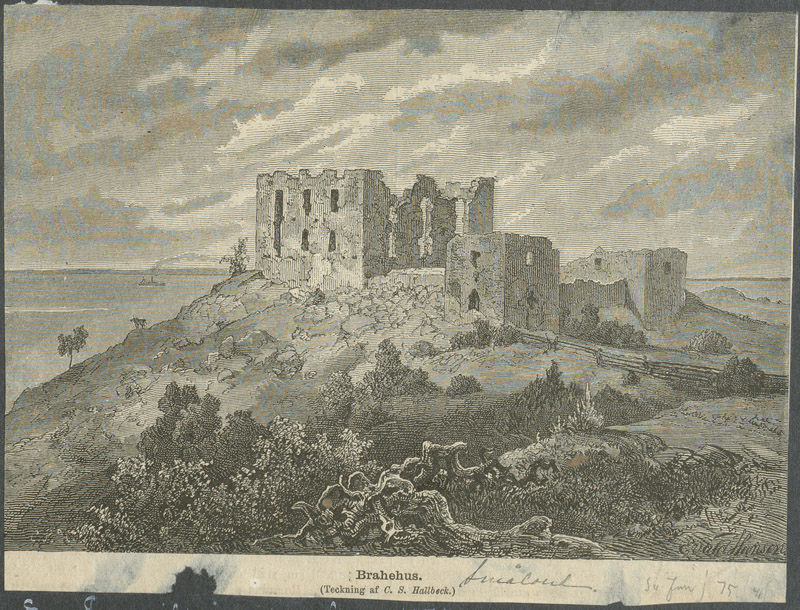
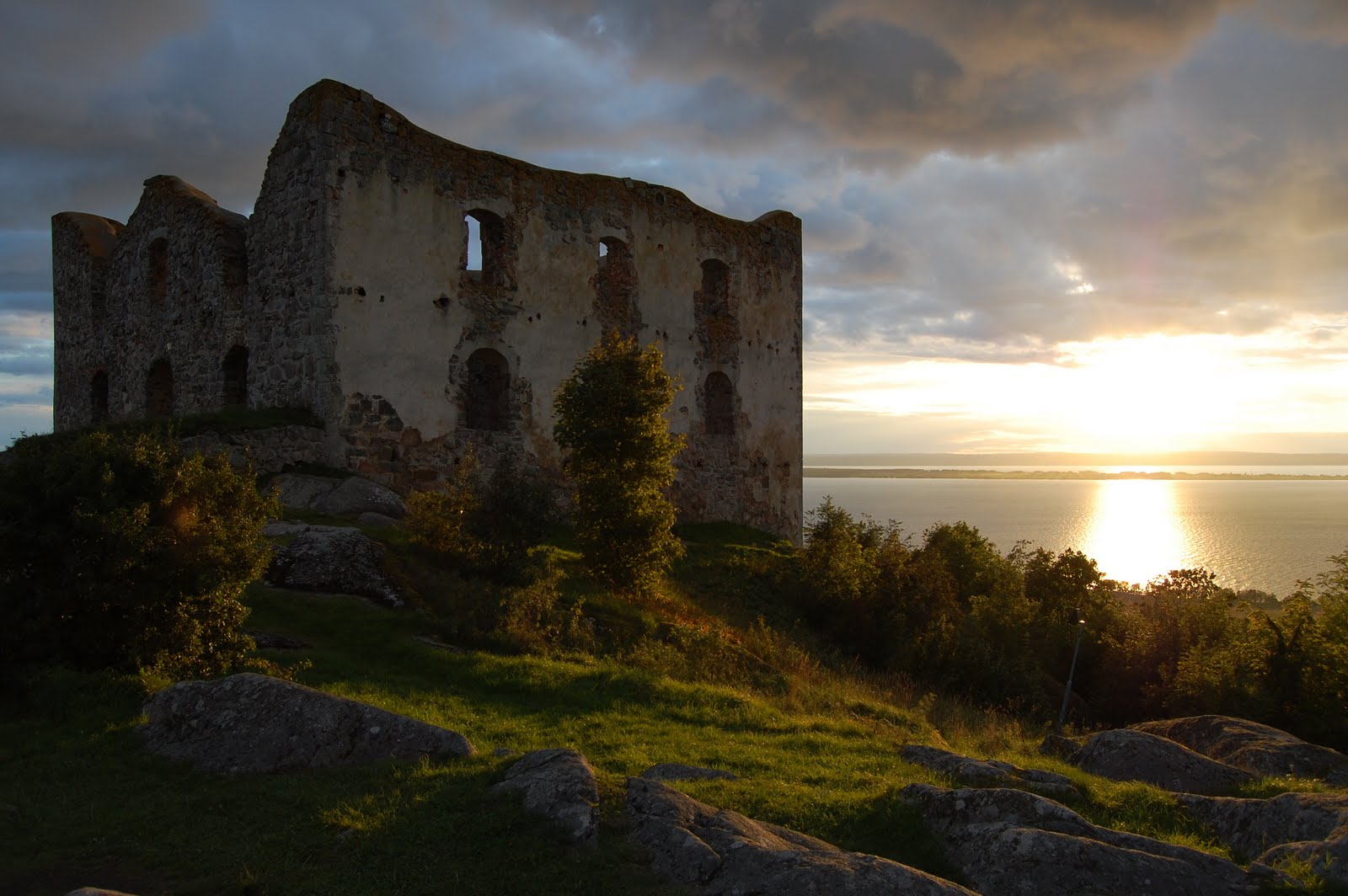
Sonnenuntergang
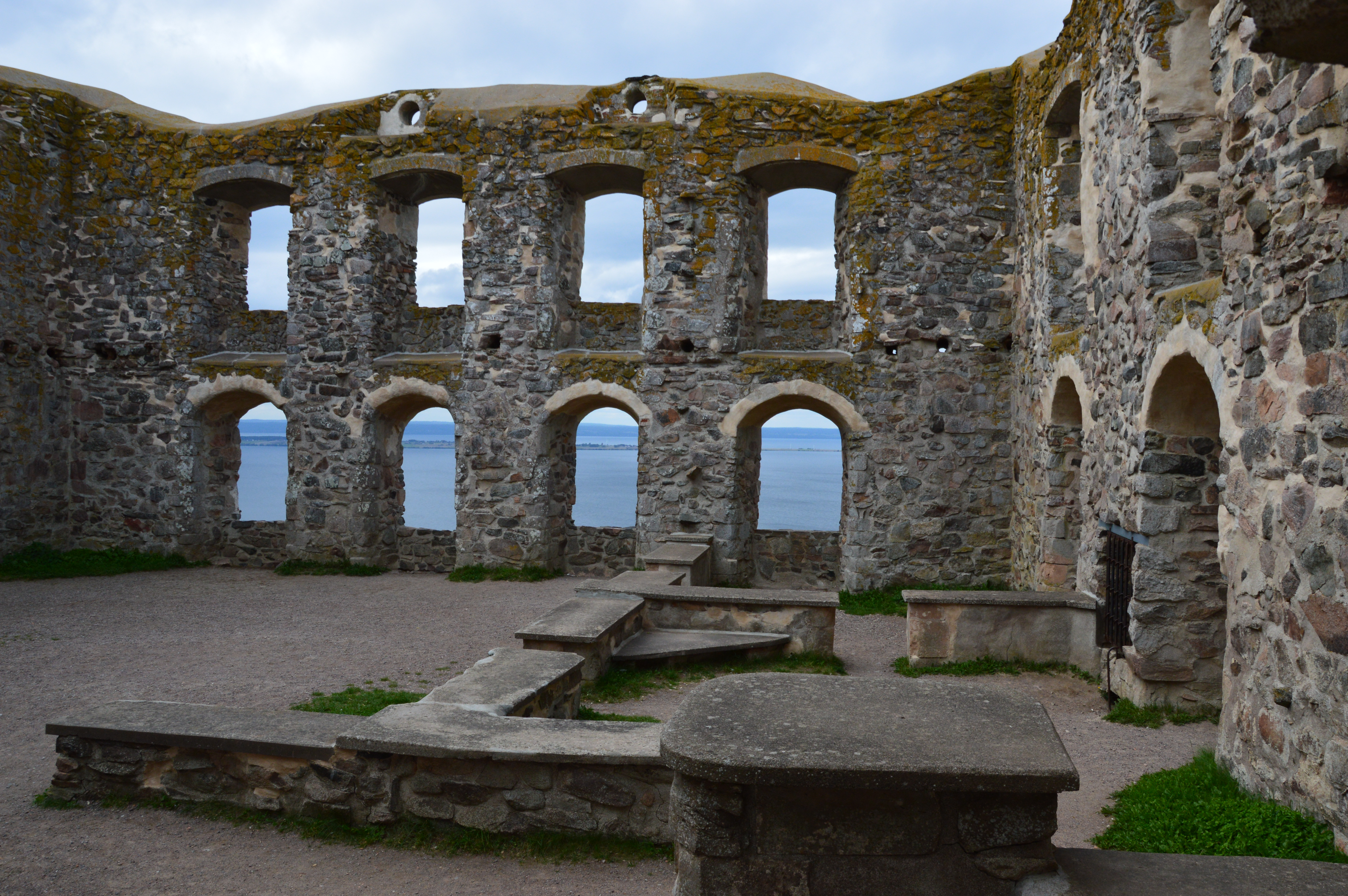
Innenbereich der Ruine